# Det naturalistiska misstaget
Det naturalistiska misstaget (engelska the naturalistic fallacy) är ett begrepp lanserat i moralfilosofin av G.E. Moore i boken Principia Ethica från år 1903. Moore menar att begreppet det goda är odefinierbart; det är en simple, ett element, ett enkelt begrepp. Det naturalistiska försöket att definiera det goda i termer av naturalistiska egenskaper utgör det naturalistiska misstaget.
Till stöd för sitt resonemang anför Moore det som kallas "öppna frågans argument" (open question argument). Låt naturalism vara tesen "Den moraliska egenskapen M kan definieras i termer av den naturliga egenskapen N, så att alla objekt som besitter M också besitter N, och vice versa." Det faller sig därför naturligt att anta att alla M är N. Men är alla N också M? Med andra ord, låt oss anta att en utilitaristisk naturalist skulle definiera "O är god" som "O maximerar lycka". Därav följer att alla goda objekt maximerar lycka. Men är allt som maximerar lycka gott? Detta verkar vara en öppen fråga: det verkar kunna finnas olika svar. Alltså kan vi inte per definition säga att M faktiskt är N eller kan definieras i termer av N. Eftersom det goda inte kan definieras i termer av någon naturlig egenskap, måste godhet vara en icke-naturlig egenskap.
Huruvida naturalisten faktiskt gör sig skyldig till ett misstag har blivit en omtvistad fråga inom analytisk metaetik. Moore verkar förutsätta att en definition inte kan vara intressant, det vill säga att om X definieras i termer av Y kan det aldrig gå att tvivla på huruvida ett visst objekt som omfattas av Y också är X. Men detta verkar tveksamt: det kan till exempel vara en svårlöst fråga inom matematiken huruvida ett visst resultat verkligen följer av underliggande antaganden, trots att om så vore fallet, är det någonting som följer per definition, det vill säga en analytisk sanning. På samma sätt kan det vara ett omfattande arbete att kontrollera att en viss komplicerad sats är grammatisk enligt de regler som gäller för korrekt satsbildning för det språk som satsen är skriven på, trots att grammatikalitet definieras i termer av dessa regler. Flera filosofer har därför hävdat att Moores argument förutsätter för mycket för att kunna vara en bra invändning mot naturalisten.
Under den analytiska filosofins genombrott fram till andra världskriget ansåg dock många moralfilosofer att Moores argument var framgångsrikt, men de var likaledes missnöjda med den icke-naturalistiska realism Moore själv föreslog. Detta ledde till att filosofer som Ayer utvecklade nonkognitivistiska teorier, enligt vilka moraliska satser över huvud taget inte uttryckte någon sanning, utan mer var att betrakta som uttryck för känslor eller attityder, se emotivism. På så sätt kan Moores argument sägas ha haft en stor betydelse för moralfilosofins utveckling under 1900-talet, även om inte många idag skulle acceptera det utan vidare.